# John Ogilby

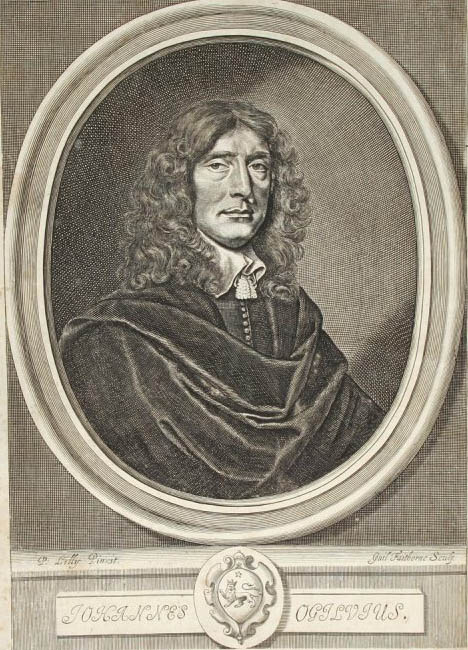

John Ogilby (1600 - 4 september 1676) was een Brits vertaler, schrijver, cartograaf, boekhandelaar en uitgever.
Ogilby werd geboren in de buurt van Dundee maar woonde vanaf zijn zesde in Londen, toen zijn vader gevangen werd gezet wegens onbetaalde schulden. Hij ging in de leer bij een dansmeester en werd zelf professioneel danser en dansleraar. Een gebroken been en blijvende kreupelheid maakte echter vroegtijdig een einde aan deze carrière. Hij verbleef daarna een tijd in Ierland waar hij les gaf en een theater exploiteerde. Terug in Engeland ging hij aan de slag als vertaler naar het Engels van klassieke auteurs als Vergilius, Homerus en Aesopus wiens fabels hij vertaalde. Hij oogstte ook lof voor zijn verslag van de kroning van Karel II. 
Na de grote brand van Londen in 1666, waarin hij zijn huis en boeken verloor, ging Ogilby aan de slag als kaartenmaker. Aanvankelijk baseerde hij zich op bestaande kaarten, maar geleidelijk aan begon hij met het uitgeven van nieuw gemaakte kaarten. Zijn grootste project, Britannia, was het maken van een grote atlas van Engeland. Bekend hierin was een verzameling van honderd routekaarten die op nauwkeurige wijze de reisweg tussen verschillende Engelse steden weergaven, met aanduiding van de exacte afstand en zelfs de steilte van de weg.
Met de hulp van  zijn stiefkleinzoon William Morgan en landmeter, wiskundige en astronoom Wiliam Leybourn maakte hij een kaart van Londen op schaal 1/1200 die voor het eerst in druk verscheen in januari 1677, enkele maanden na de dood van Ogilby. Het was toen de meest gedetailleerde stadskaart van Londen die een ichnografisch (een realistische plattegrond) beeld gaf van de stad in wederopbouw.
Zijn werk leverde hem de titel op van koninklijk cartograaf. Hij werd begraven in St. Bride's kerk, waar de Londense drukkers werden begraven.
- Bibsys: 6016515
- Biblioteca Nacional de España: XX1051689
- Bibliothèque nationale de France: cb12123433t (data)
- CiNii: DA02841184
- Gemeinsame Normdatei: 119337347
- International Standard Name Identifier: 0000 0000 8110 9411
- Library of Congress Control Number: n50028725
- Bibliotheek van het Japanse parlement: 00949695
- Nationale Bibliotheek van Tsjechië: mzk2016930465
- Nationale bibliotheek van Australië: 35395963
- Nationale Bibliotheek van Israël: 987007298887905171
- Nederlandse Thesaurus van Auteursnamen: 069572569
- Réseau des bibliothèques de Suisse occidentale: 02-A020404034
- Istituto Centrale per il Catalogo Unico: UFIV124109
- LIBRIS: 210573
- SNAC: w65q4ttt
- Système universitaire de documentation: 029655676
- Trove: 937909
- Union List of Artist Names: 500005248
- Virtual International Authority File: 32029285
- WorldCat: E39PBJymyqJCBxF8yh7qmF384q